# Christian Teilman
 Der er flere personer med dette navn, se Christian Hansen Teilman.
Christian Teilman (14. januar 1743 på Hole – 27. oktober 1821) var en dansk-norsk præst og frugtavler.
Han fødtes på Hole, hvor faderen, Hans Teilman (død 1765), var sognepræst; moderen hed Anna f. Brøsting (død 1764). Han var ualmindelig tidligt udviklet og fortæller selv, at han 12 år gammel var færdig til at dimitteres. Han deponerede 1757 og fik attestats 1762, hvorpå han måtte ud som informator, til han 1771 udnævntes til residerende kapellan på Modum. Nu kastede han, som 1770 havde udgivet 1. bind af Tullins samlede skrifter, sig på landøkonomi og valgte frugttræavlen til sin specialitet. På kapellangården anlagde han en betydelig planteskole, og bønderne i præstegældet kom, om end ikke hurtig, til erkendelse af, at det lønnede sig at dyrke æbler. Teilman fik Landhusholdningsselskabets guldmedalje og udgav 1797 en Anvisning til norske Frugttræskoler at anlægge og vedligeholde. Teilman havde 1782 fået ventebrev på Modum Sognekald, men det varede længe, før det blev ledigt, og 1788 søgte og fik han Borge ved Frederiksstad, hvor han blev, til han 1791 kunne tiltræde Modum. Her anlagde han på præstegaarden en dejlig have, der endnu bærer vidne om hans flid. Han resignerede 1813 og ofrede sig nu ganske for sine plantninger. Teologisk interesse havde han ikke. Han var en selskabsmand og skal have været meget fornøjelig. «Comus fulgte ham til sidste Øjeblik», 27. oktober 1821.
Han blev 1772 gift med Anne Elisabeth Margrethe f. Finckenhoff, enke efter sognepræst Peder Midelfart i Lom. Hun døde 30. september 1806.